# Itamos (Gebirge)

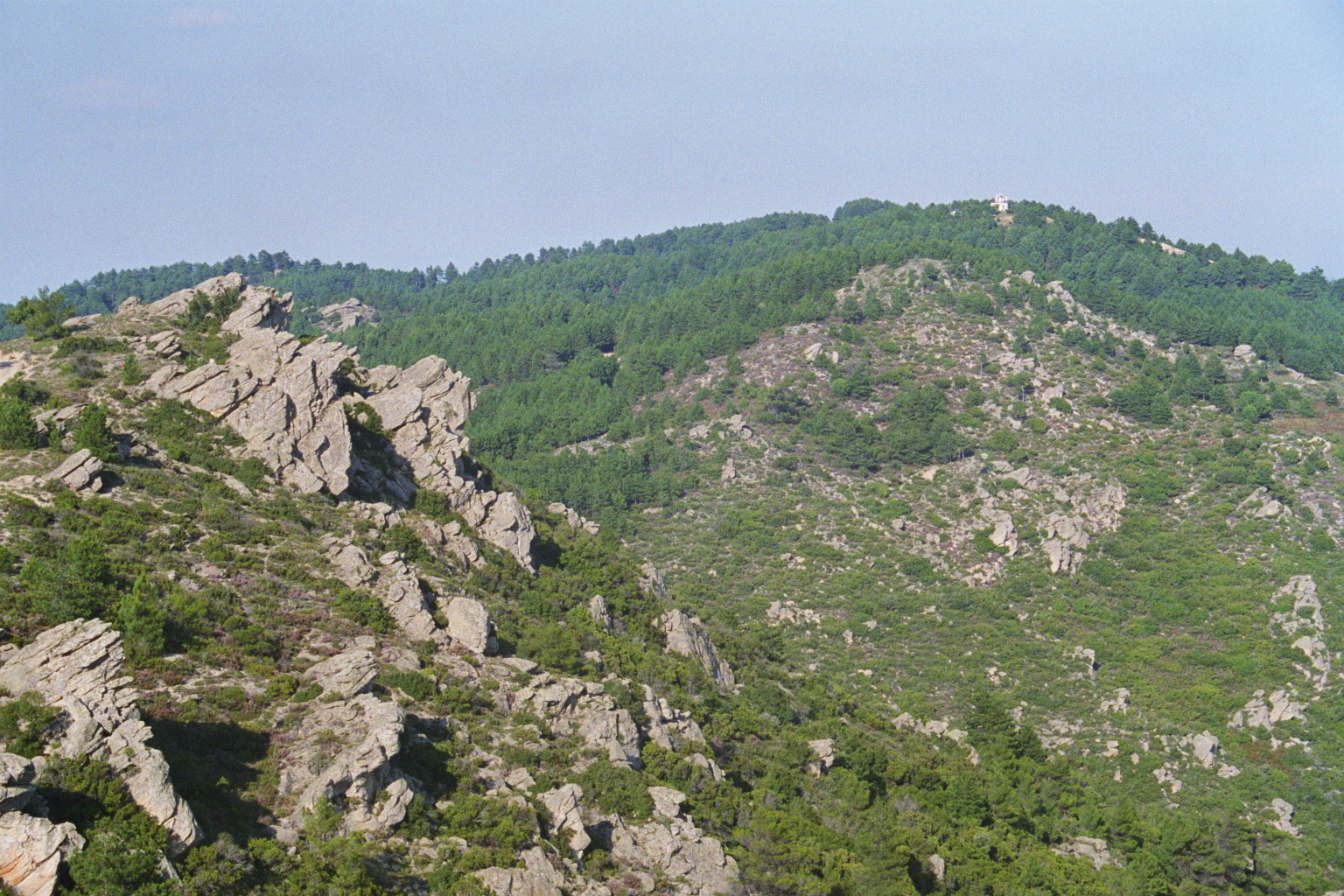
Berg Itamos. Das turmartige Bauwerk auf dem Gipfel wird im Volksmund Brandwache genannt, weil dort Wache gehalten wird, um einen möglichen Waldbrand schnell zu entdecken und Löschmaßnahmen einzuleiten.

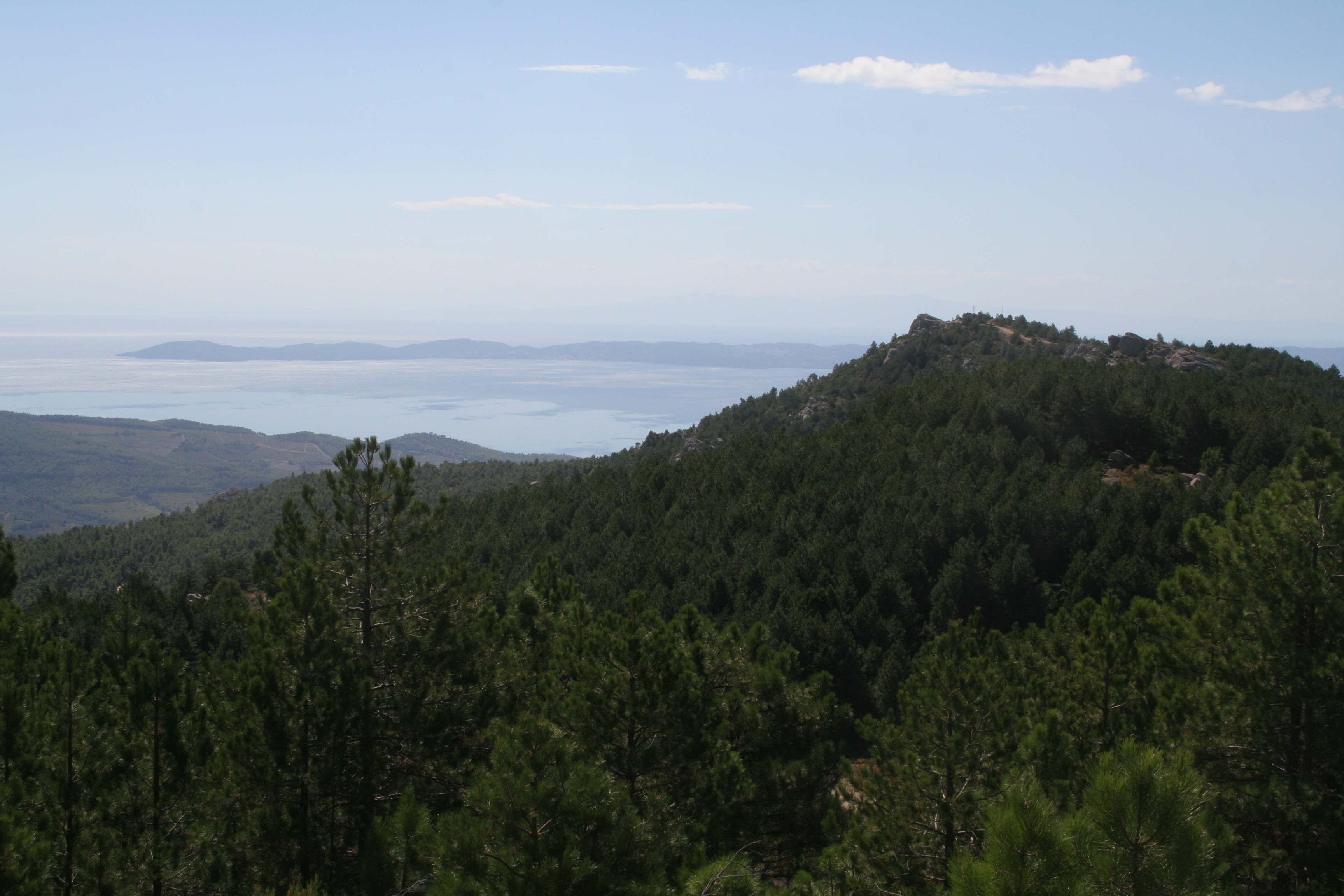
Berg Astrapokameno, dahinter die Südspitze von Kassandra. Blick vom Berg Itamos aus.

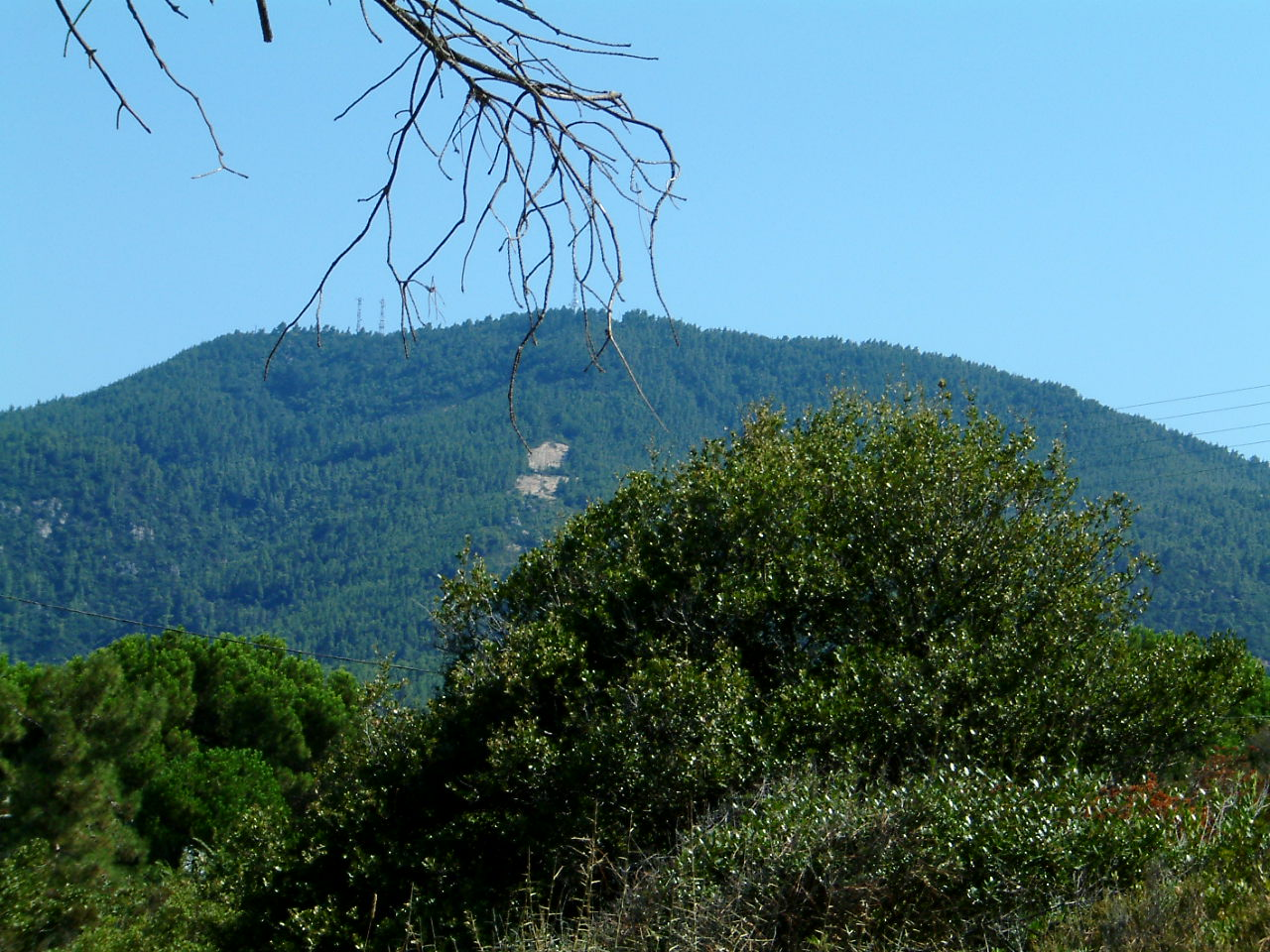
Berg Karvounas, Vourvourou, Chalkidiki.

Der Itamos (griechisch Ίταμος) ist ein Gebirgszug in Griechenland. Er durchzieht die Halbinsel Sithonia („Zweiter“ oder „mittlerer Finger“ der Chalkidiki) in der Mitte von Nord nach Süd.
Die höchsten Erhebungen sind:
- Itamos, 817 m[1], 40° 7′ N, 23° 51′ O, östlich von Parthenonas
- Astrapokameno, 808 m[2], 40° 7′ N, 23° 51′ O, östlich von Parthenonas
- Psilos, 753 m[2], 40° 7′ N, 23° 53′ O, östlich von Parthenonas
- Dragoudeli, 689 m[2], 40° 6′ N, 23° 55′ O, westlich von Sarti
- Paklara, 598 m[2], 40° 5′ N, 23° 55′ O, westlich von Sarti
- Karvounas, 567 m[2], 40° 10′ N, 23° 49′ O, südöstlich von Vourvourou
- Melitonas, 468 m, 40° 4′ N, 23° 50′ O, südöstlich von Porto Carras
- Trapezi, 366 m[2], 40° 4′ N, 23° 58′ O, südlich von Sarti
- Petrusfelsen, 298 m[2], 40° 9′ N, 23° 45′ O, südöstlich von Nikiti

- Karte mit allen Koordinaten:
- OSM |
- WikiMap

Die Fläche des Gebirgszugs umfasst etwa 27000 Hektar (270 Quadratkilometer). Die Bodennutzung beträgt etwa 70 % Forstwirtschaft, 30 % Landwirtschaft, 10 % Tourismus/Freizeitgestaltung.
Der Gebirgszug ist überwiegend bewaldet (Nadelwald). Durch Waldbrände sind im Süden von Sithonia (etwa im Bereich Sarti/Sykia) und im September 2004 östlich von Neos Marmaras große Waldflächen vernichtet worden. Zum Schutz gegen die Ausbreitung von Waldbränden wurden breite Schneisen angelegt.
Etwa in der Mitte des Gebirgszuges erstreckt sich ein Fahrweg von Nikiti bis Sykia, von dem zahlreiche, sehr kurvenreiche Fahrwege zur Insel-Hauptstraße führen. Siedlungen liegen wegen des Gebirgszuges an der Küste, nur Sykia liegt etwa 4 km im landeinwärts. Die einzige höher gelegene Siedlung ist das Bergdorf Parthenonas, das von Neos Marmaras über eine asphaltierte Straße erreichbar ist.
Im Gebirgsland werden Tierzucht (Ziegenherden) und Imkerei (zahlreiche Bienenkästen) betrieben. Auf den Ausläufern des Gebirgszuges wird bei Porto Carras Wein angebaut.

Rundblick vom Berg Itamos
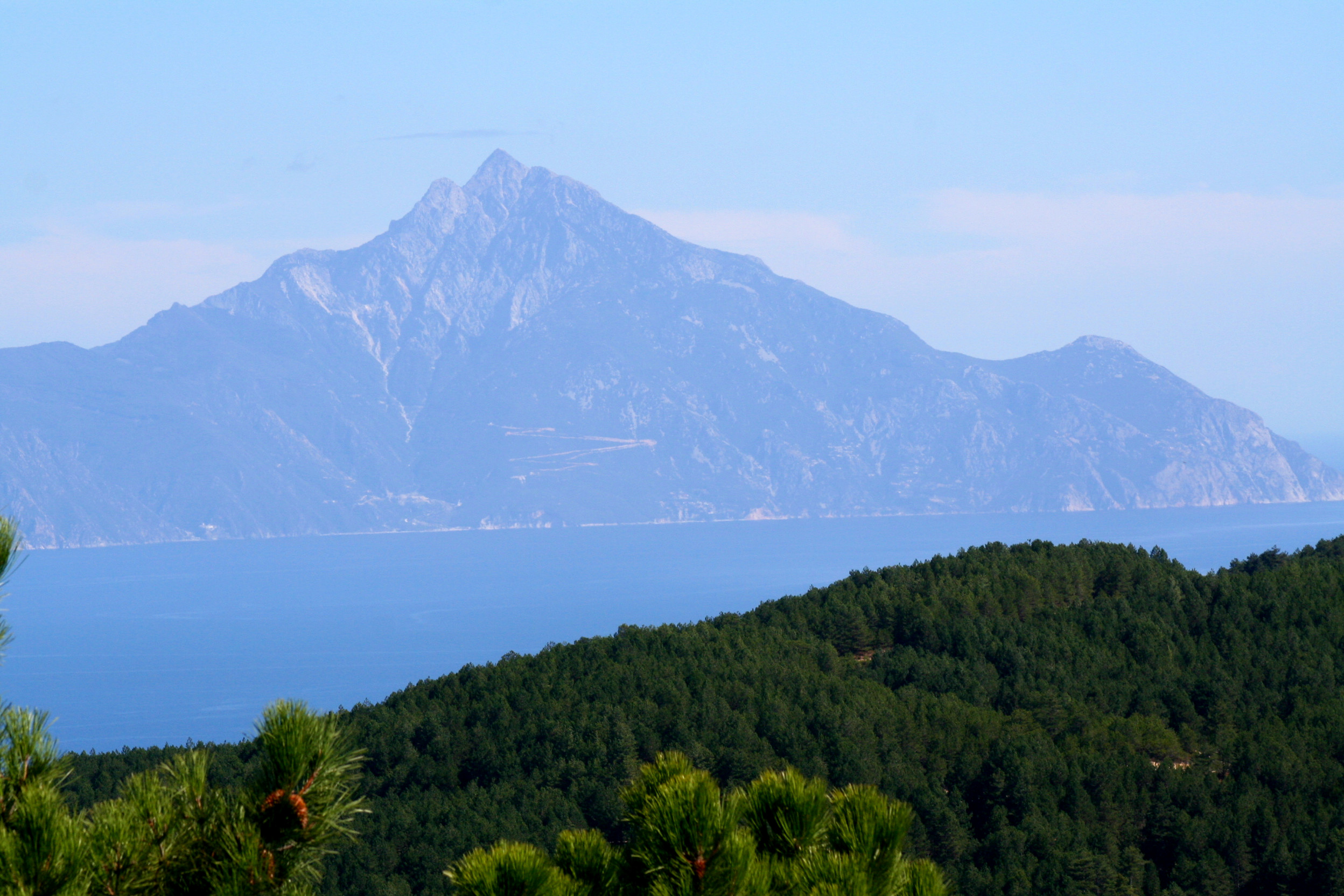
Berg Athos
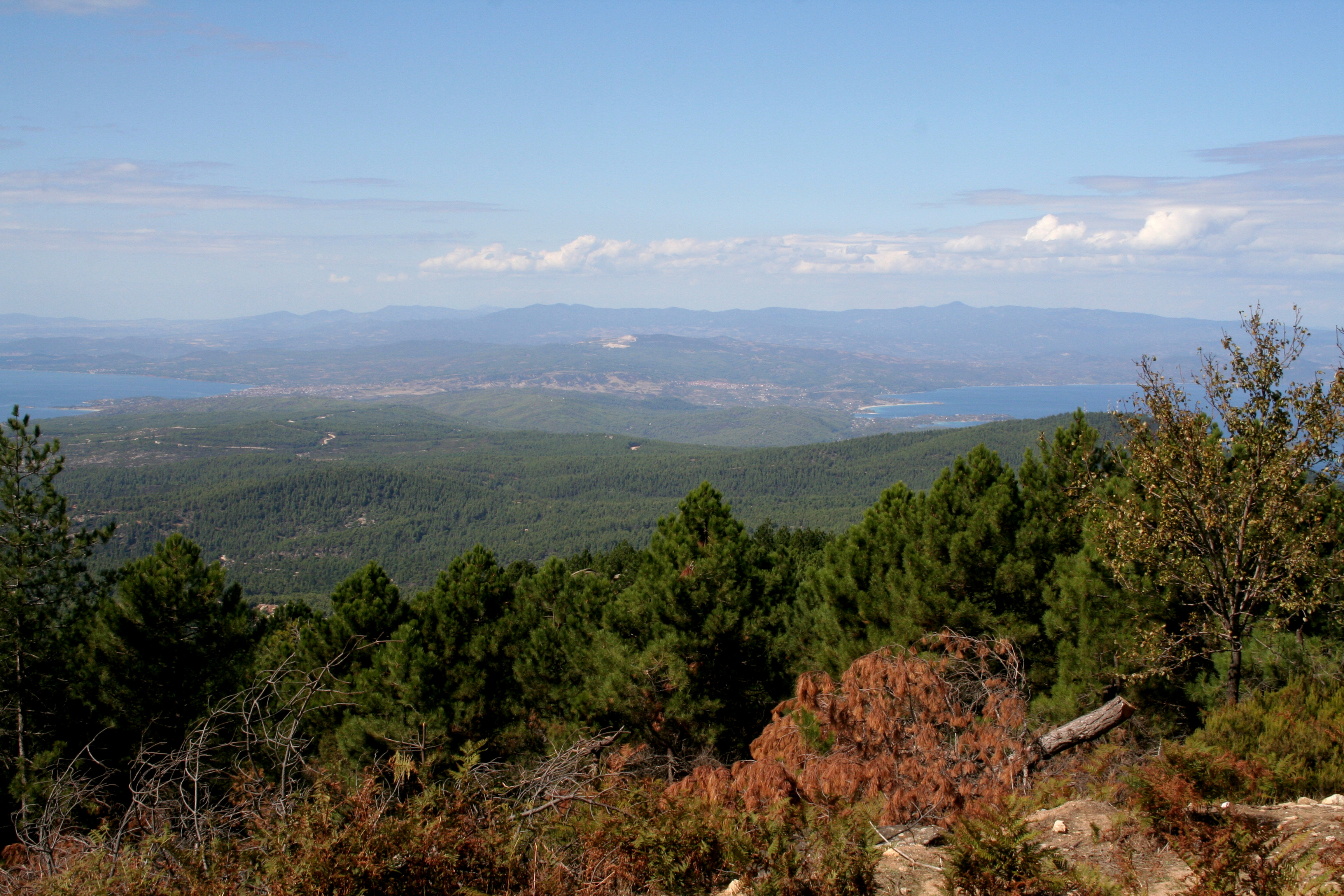
Blick in Richtung Nikiti (links im Bild) und Agios Nikolaos (rechts im Bild)
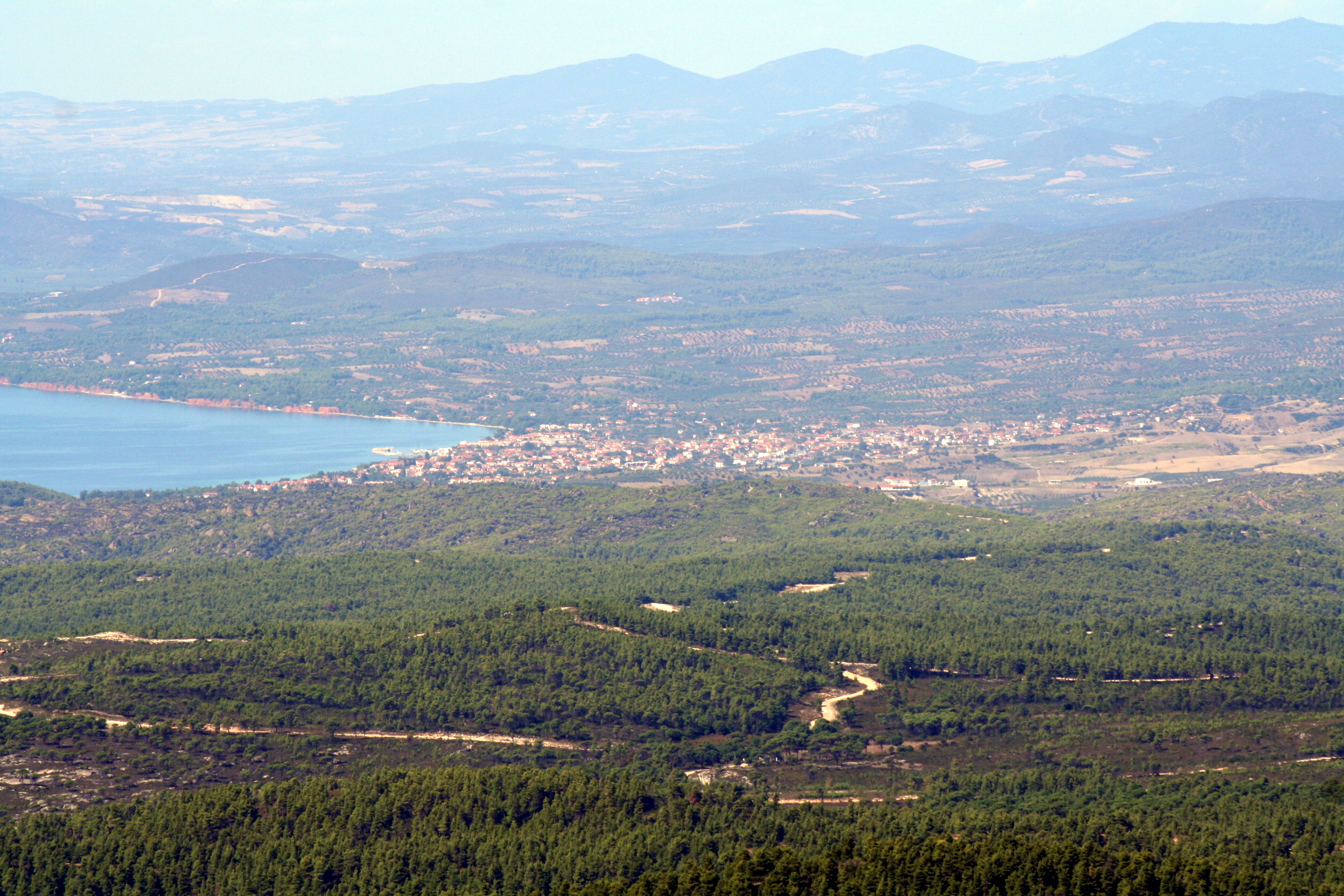
Blick in Richtung Nikiti
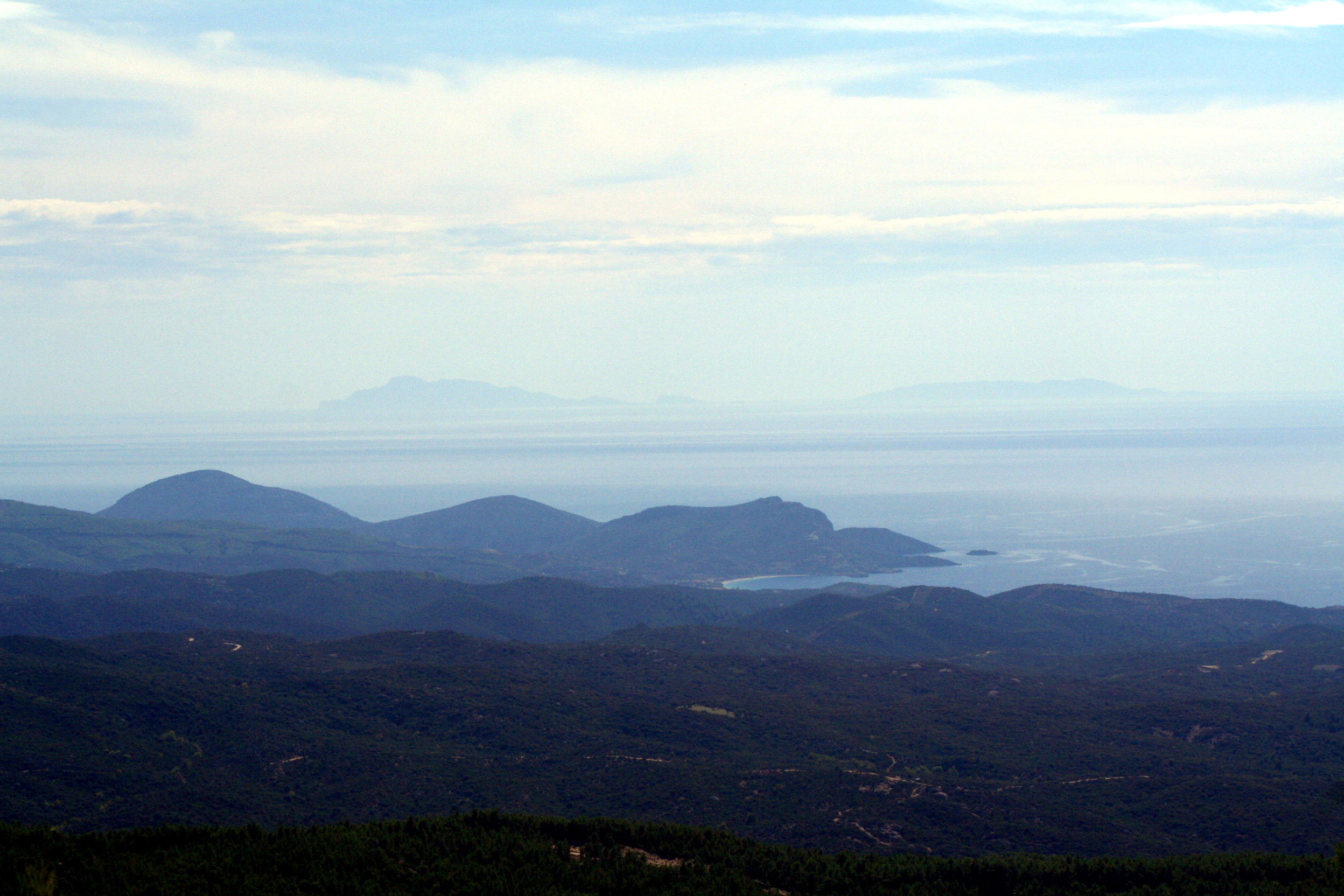
Blick auf die Bucht von Toroni. Am Horizont sind die nördlichen Sporaden zu erkennen.